# Kreis Korça

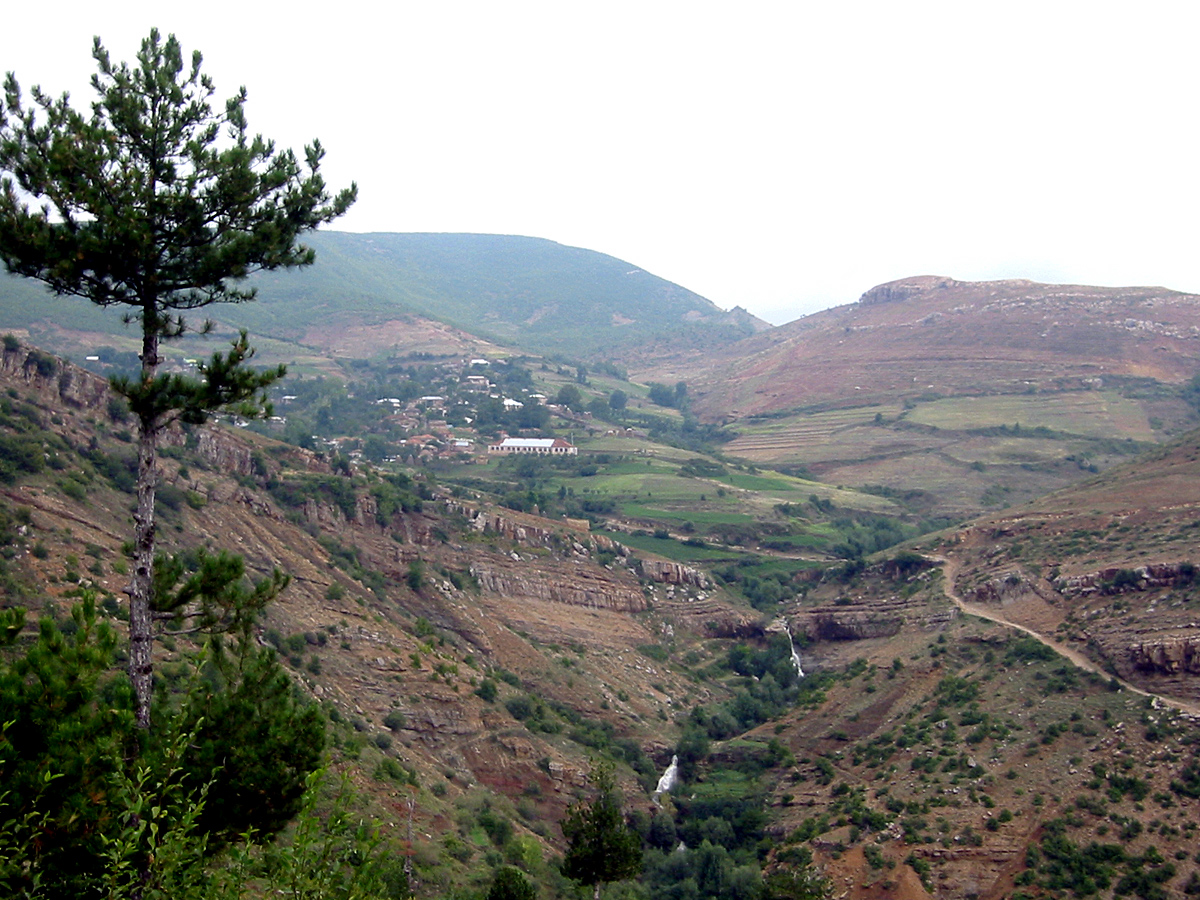
Bergdorf westlich von Korça

Der Kreis Korça (albanisch Rreth i Korçës) war einer der 36 Verwaltungskreise Albaniens, die im Sommer 2015 nach einer Verwaltungsreform aufgehoben worden sind. Das Gebiet mit einer Fläche von 1752 Quadratkilometern bildete der größte Kreis des Landes. Es liegt im gleichnamigen Qark und hatte 121.041 Einwohner (2011). Benannt wurde der Kreis nach dem Hauptort Korça.

## Geographie
Das Gebiet liegt im Südosten des Landes in einer gebirgigen Region. Berge umgeben die zentrale Ebene von Korça, die auf rund 850 m ü. A. liegt. Die Berge erreichen im Westen und Nordwesten Höhen bis 2373 m ü. A. (Valamara), im Nordosten fast 2300 m ü. A., im Süden immerhin noch mehr als 2000 m ü. A.
Einzig im engen Tal des Devoll westlich von Maliq sinkt das Gebiet unter 800 m ü. A. Der Fluss durchquert den Kreis von Ost nach West in fast seiner ganzen Ausdehnung. Nach Maliq durchbricht er die Berge in Richtung Adria in einem engen Tal. Er entwässert die ganze Region mit Ausnahme einiger Täler im äußersten Südwesten und dem abflusslosen Becken des Prespasees im Nordosten, das über den über 1100 m ü. A. hohen Zvezda-Pass zu erreichen ist.
Der Nationalpark Prespa rund um die beiden Prespaseen und das Landschaftsschutzgebiet Drenova-Sinica (ehemals Nationalpark Drenova) im Morava-Gebirge südöstlich von Korça schützen zusammen rund 300 Quadratkilometer.

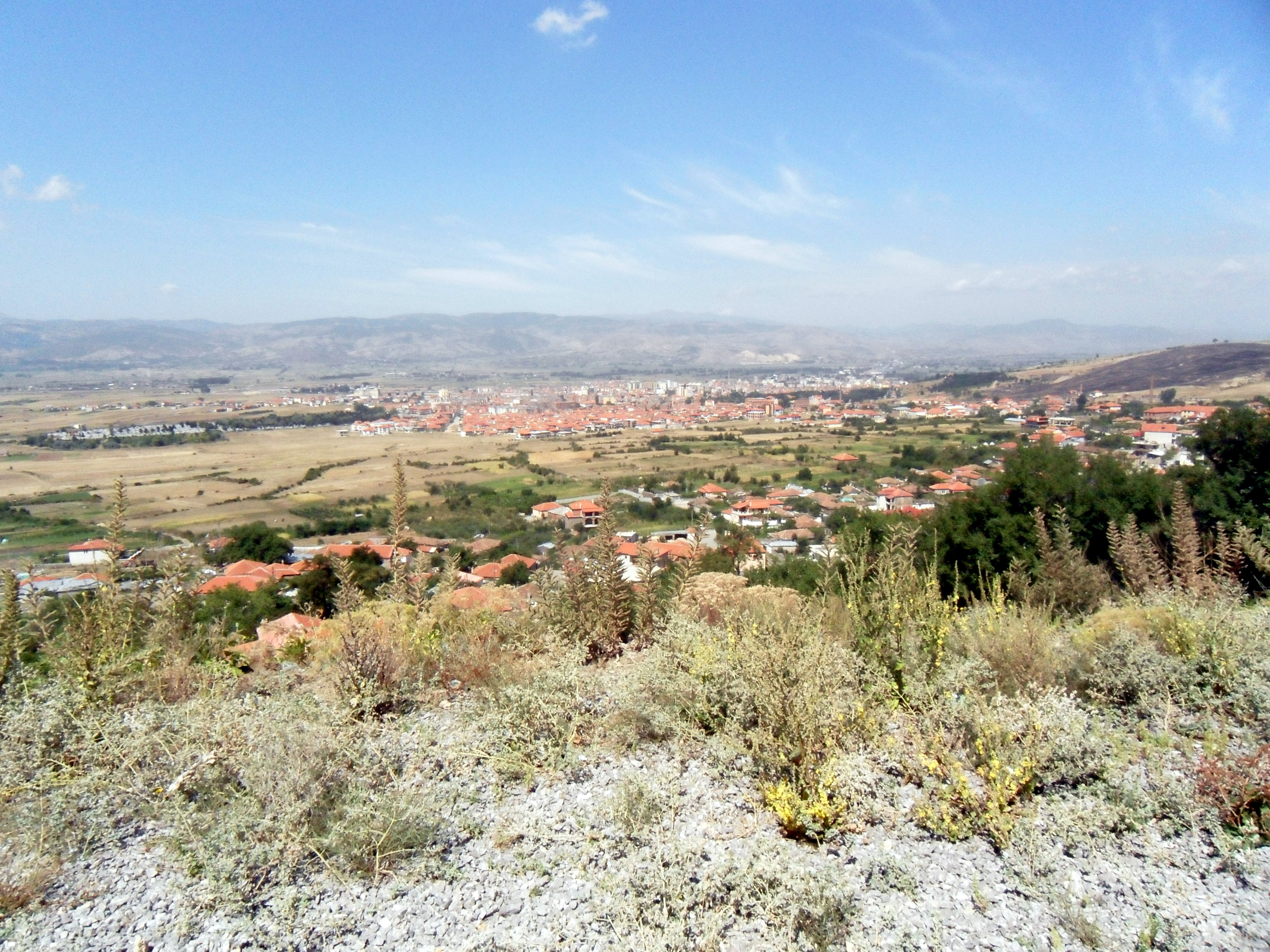
Korça in der Ebene von Korça

Die Ebene von Korça (Pellgu i Korçës) ist 35 Kilometer lang und bis 15 Kilometer breit. Früher war das Gebiet rund um Maliq nicht nur stark versumpft, es gab sogar einen richtigen See. Der vom Devoll gespeiste Maliksee wurde aber wie die Sümpfe nach dem Zweiten Weltkrieg trockengelegt. Dabei wurden zahlreiche prähistorische Funde aus der Jungsteinzeit und Bronzezeit gemacht. In der Ebene von Korça wurden in der Folge insbesondere Zuckerrüben angebaut.
Die große Höhe des Gebietes bringt auch entsprechend harte Winter mit viel Schnee mit sich. Die durchschnittliche Januar-Temperatur liegt in Korça bei 1 °C, im Juli werden im Mittel 18 °C erreicht.
An verschiedenen Stellen vor allem im Norden des Kreises wurde Braunkohle gefördert.

## Bevölkerung
Im Kreis Korça gehören fast 25 % der Bevölkerung Minderheiten an. Neben einigen Griechen leben vor allem in gebirgigen Gegenden Aromunen und in Pustec (Liqenas) Mazedonier. In Korça gibt es auch viele Roma. Etwa zwei Drittel der Bewohner bekennen sich zum sunnitischen Islam oder zu den Bektaschi. Gerade in Korça gibt es auch viele Orthodoxe.

## Verkehr
Eine neu gebaute über Bilisht führende Schnellstraße verbindet Korça mit dem nahen Griechenland. Eine weitere wichtige Straße geht in nördlicher Richtung nach Pogradec und von dort weiter nach Mittelalbanien und ins mazedonische Ohrid.

## Gemeinden
Das Gebiet des Kreises ist seit 2015 in die Gemeinden (bashkia) Korça, Maliq und Pustec aufgeteilt.
| Name                                     | Einwohner (2011) | Gemeindeart | Gehört neu zu |
| ---------------------------------------- | ---------------- | ----------- | ------------- |
| Korça                                    | 51.152           | Bashkia     | Korça         |
| Maliq                                    | 4.290            | Bashkia     | Maliq         |
| Drenova                                  | 5.581            | Komuna      | Korça         |
| Gora                                     | 1.565            | Komuna      | Maliq         |
| Lekas                                    | 392              | Komuna      | Korça         |
| Libonik                                  | 8.922            | Komuna      | Maliq         |
| Moglica                                  | 951              | Komuna      | Maliq         |
| Mollaj                                   | 3.438            | Komuna      | Korça         |
| Pirg                                     | 7.652            | Komuna      | Maliq         |
| Pojan                                    | 10.864           | Komuna      | Maliq         |
| Pustec (früher resp. albanisch: Liqenas) | 3.290            | Komuna      | Pustec        |
| Qendër Korça                             | 9.022            | Komuna      | Korça         |
| Vithkuq                                  | 1.519            | Komuna      | Korça         |
| Voskop                                   | 3.832            | Komuna      | Korça         |
| Voskopoja                                | 1.058            | Komuna      | Korça         |
| Vreshtas                                 | 7.513            | Komuna      | Maliq         |